# Primula hirsuta
Primula hirsuta är en viveväxtart. Primula hirsuta ingår i släktet vivor, och familjen viveväxter.

## Underarter
Arten delas in i följande underarter:
- P. h. hirsuta
- P. h. valcuvianensis

## Bildgalleri

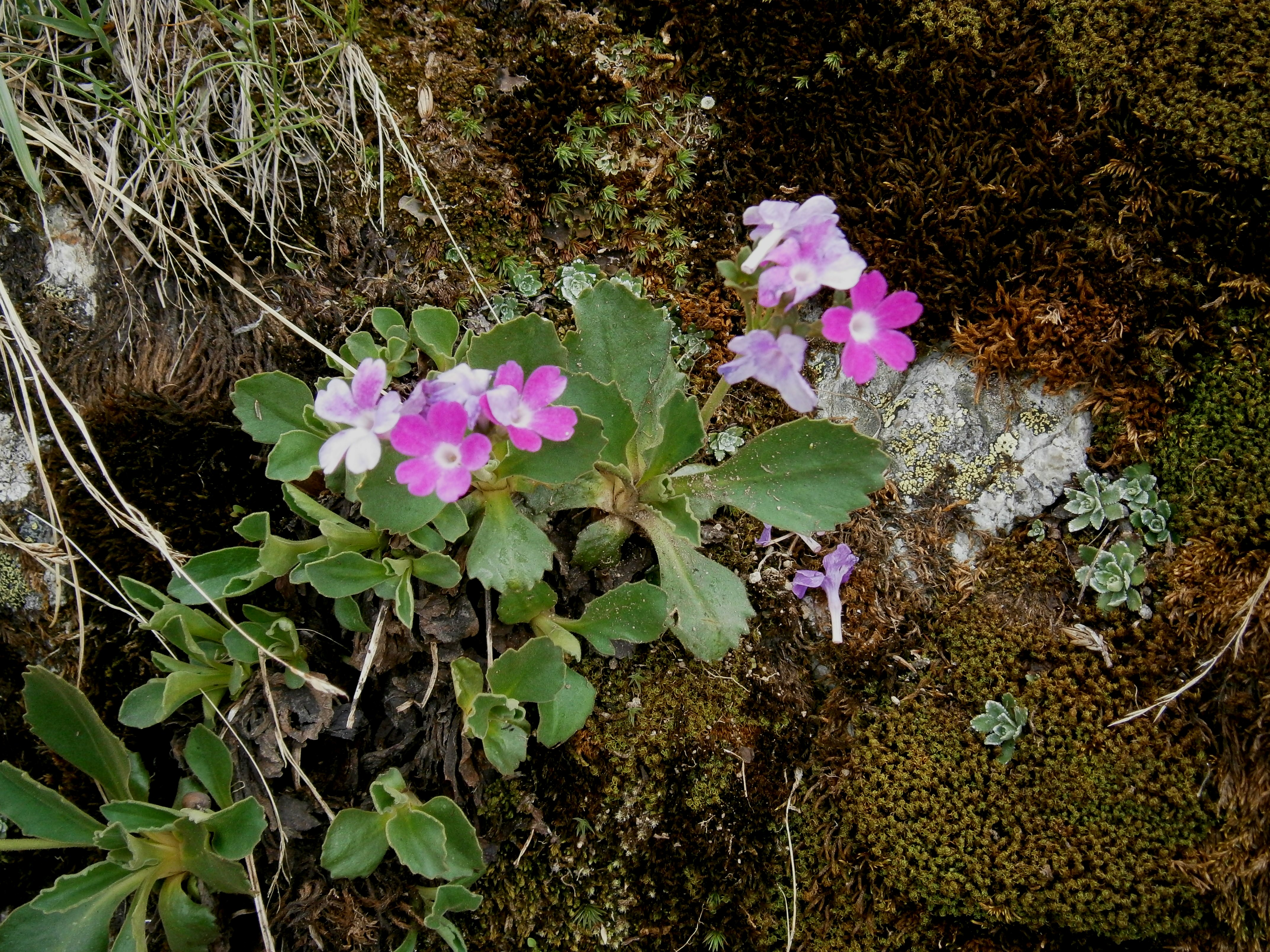
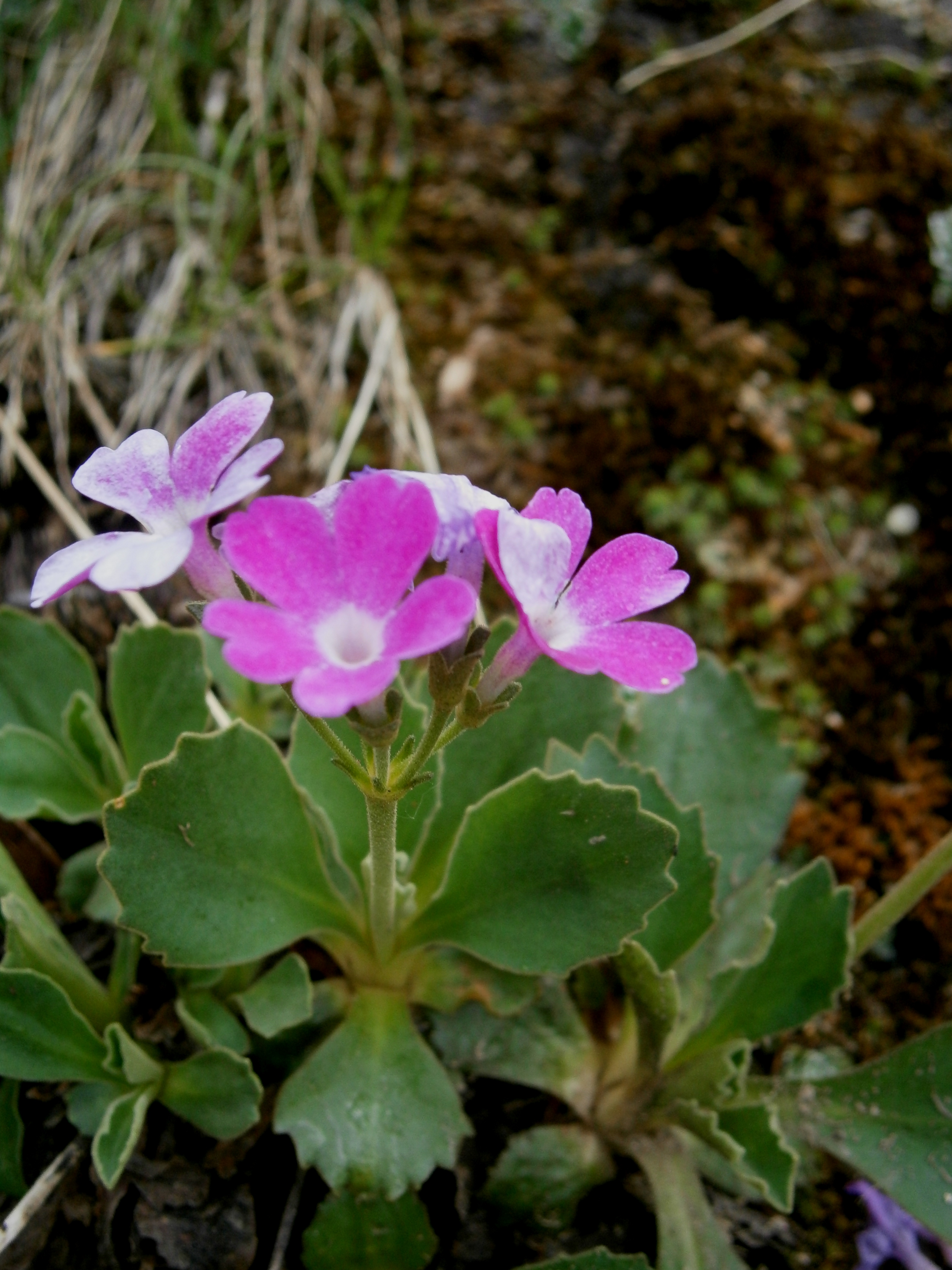
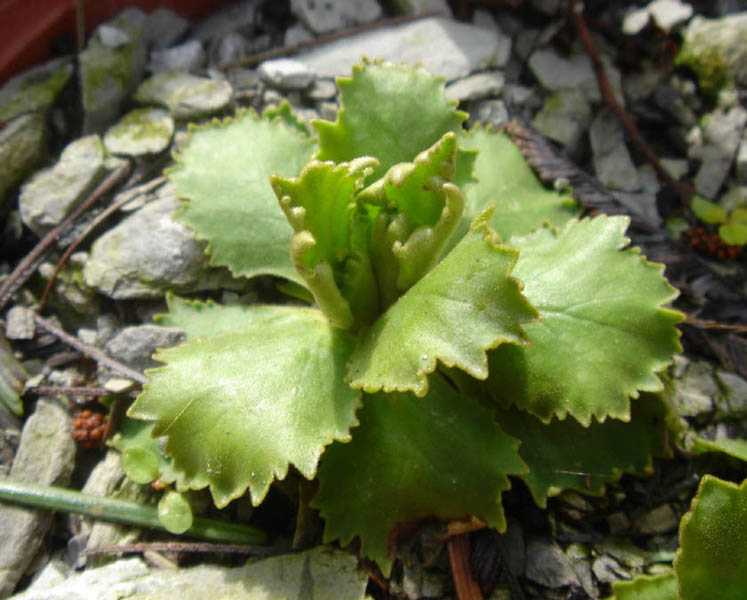
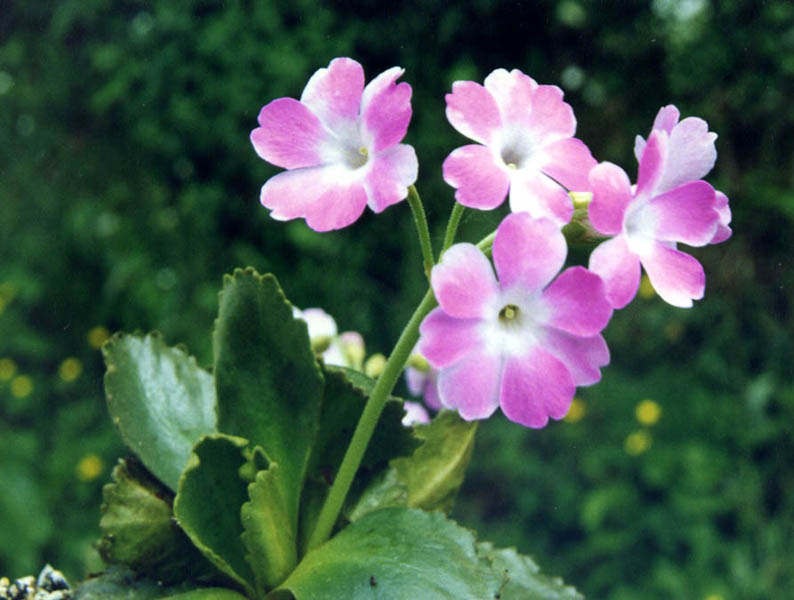
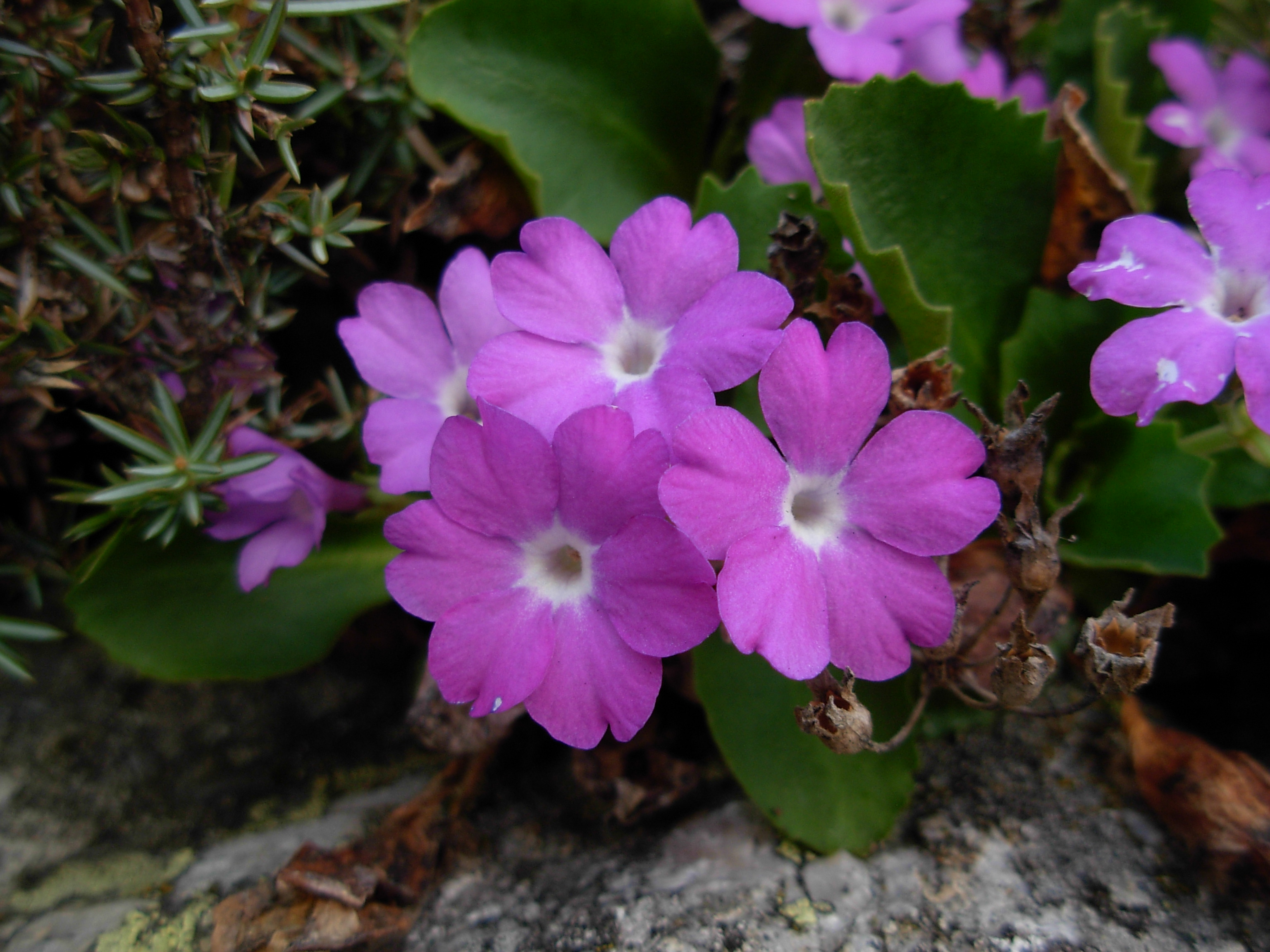
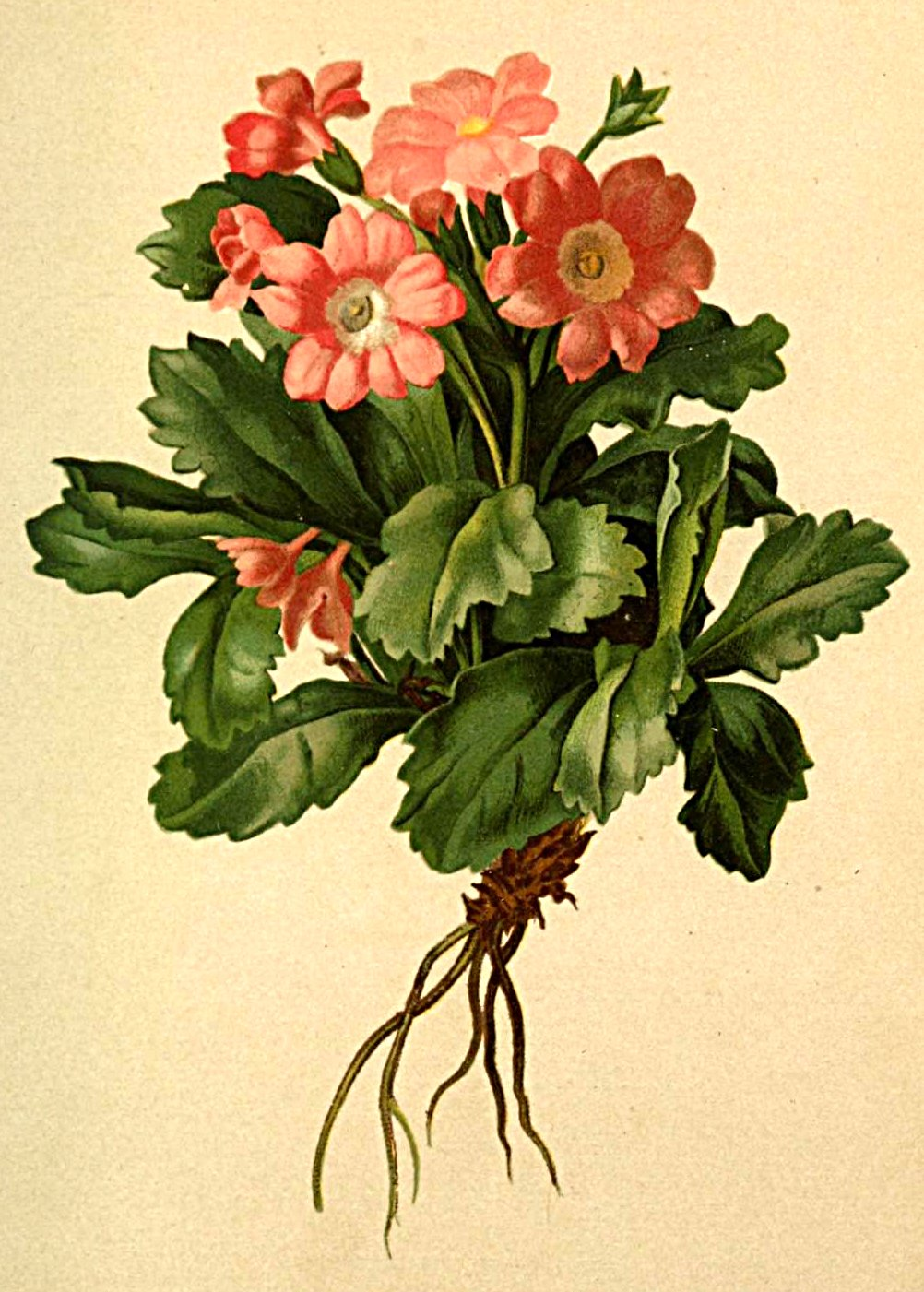